# ヤマハ・ミッドナイトスター
ミッドナイトスター（Midnight Star）は、ヤマハ発動機が製造販売しているクルーザー（アメリカン）タイプのオートバイ。排気量別に数車種が生産されている。
本稿では「ミッドナイトスター」のサブネームを持つ XV系およびXVS系モデルを中心に、その派生モデルを含めてシリーズ車種として解説する。

## 概要
ミッドナイトスターは、2014年までの段階においては、日本国外仕様モデル専用のラインナップである。シリーズとしては、OHVエンジン搭載のXV系1900ccクラスと、SOHCエンジン搭載のXVS系1300ccクラスおよび950ccクラスで構成される。
「ミッドナイトスター」のサブネームは、ロードスターシリーズの「ミッドナイト仕様」を継承する形で発展させたものであり、その原点は2000年発売のXV1600ロードスターミッドナイトスターが初出となる（さらに遡った1980年代には特別仕様「ミッドナイトスペシャル」が存在する）。
欧州一般その他の仕向け地では、XVSではなくXV1300やXV950の名称にて販売されている場合もあるが、本記事内ではバンク角60°のSOHCエンジン搭載モデルを「XVS」として統一表記する（なおXV1900系はバンク角48°のOHVエンジン搭載モデルである）。
北米市場におけるXVS-A系統のシリーズは、ミッドナイトスターの名称は用いられず、替わりに「ストラトライナー」や「ロードライナー」また「Vスター」として販売されている。

## ラインナップ
2005年にシリーズの第1弾としてXV1900Aミッドナイトスターが発売。
2006年にXVS1300Aミッドナイトスター（2007年モデル）が発売。
2008年にXVS950Aミッドナイトスター（2009年モデル）が発売。
2013年には、1900ccクラスに大型フェアリングとパニアケースを装備したXV1900Aカジュアルフルドレスが登場。翌2014年にはXV1900ACFDに名称を変更。
また、同2014年には1300ccに同様の装備を施したXVS1300CFDも登場した。
- XV1900Aミッドナイトスター（北米仕様：Roadliner S）
- XV1900A CFD(Cusual Full Dress)（北米仕様：Stratoliner Delux）

- XVS1300Aミッドナイトスター（北米仕様：V-Star1300）
- XVS1300CFD（北米仕様：V-Star1300 Delux）

- XVS950Aミッドナイトスター（北米仕様：V-Star950）

## 派生・関連モデル
XVS-A系統の派生・関連モデルとして、1900ccクラスのレイダー、1300ccクラスのストライカーおよびカスタムがある。
- XV1900CUレイダー（北米仕様：Raider）
- XVS1300CAストライカー（北米仕様：Stryker）
- XVS1300CUカスタム